# Fedőneve: Cucili Bu
A Fedőneve: Cucili Bu, Kovács Gábor, Anubis árnyékában című sorozatának második része. A mű címének második része, egy ismeretlen név, mely több vitát is kiváltott. Ezen cikk ezt a fehér foltot hivatott betölteni. 
Ahhoz, hogy megérthessük a nevet, meg kell értenünk, a szerző által megalkotott nyelveket. Kovács Gábor univerzumában 63 "démonnyelv van" melyből 13 valós, a szerző által megalkotott nyelv, melyet a műve megírásakor a démonok számára utalt ki, a többi 50, ezen nyelvek egymással, de többnyire, az emberek által beszélt nyelvekkel történő keveredéssel alakult ki, például: Wulis = Wuai dong + English. Az ilyen nyelveket, összefoglaló néven, haltinak azaz félnyelvnek hívjuk.
Essen most pár szó, az Anubis árnyékában sorozat, alvilági nyelveinek sajátosságairól, a teljesség igénye nélkül.
- Ezen nyelvek többsége, ún. jási azaz "gondolati" nyelv, bár ez nem a legjobb emberi kifejezés rá, de jobbat nem találtam hirtelen. A lényege, hogy egy egy szó jelentését, jelentősen befolyásolhatja a hangsúly, a hangnem, a hangerő, a beszéd közbeni jelelés, vagy ágálás, stb. Például: "kawasi san" ezen szó szótári alakja, a "gyere/gyertek ide", ám ha egy bizonyos egységre mutatunk, és körbemutatunk magunk körül, máris egy védelmi zónát kezdtünk el kialakítani, ha haragosan, kiabálva, ejtjük ki e szavakat, általános gyülekezést, esetleg csatarendbe állást idézünk elő, szituációtól függően.
- Ezen nyelvek sajátossága a félmondatos csúszó alany, és a félmondatos csúszó állítmány. Azaz ha egy mondatot ketté választunk, két fél mondatra, akkor az egyikben kell lennie az alanynak, a másikban az állítmánynak, ám ezeken a félmondatokon belül, szinte bárhová kerülhetnek. Egyes nyelvekben kerülhetnek egymás mellé, más nyelvekben nem. 
A Cucili Bu név tagolása, és jelentése.

"Cuci" egy kedveskedő megszólítás, főleg a "Nagy folyóvidéken" alkalmazzák az aprócska, félénk kisgyerekekre. Jelentése: Anyához húzódó, anyás, félős.
A "li" úgynevezett:" kedveskedési szándékot kifejező alacsonyító jelzős szerkezet". Ezen nyelvtani kifejezés szintén a szerző univerzumához kapcsolódik. 
"Bu" "aranyosító jelző", jelentés: apróság, kedves, cuki.
Összeolvasva tehát a Cucili Bu, azt jelenti, kedves kis apróság vagy kis cukorfalat. 

A kifejezés használata a műben.
A könyvben szereplő főhős, Augustus Rupert Johnson hívónevén Tigrisszem, gyermekkorában elvesztette szüleit, félénk visszahúzódó gyermek volt. Egy nap, neves harcművész érkezett arra bázisra ahol, a kis Augustus tanult, ilyenkor mindenki elősereglik és köszönti a vendéget. Az érkező neves hölgy, harcolt jó néhány növendékkel, feltűnt neki a kis Rupert, miután a küzdelem véget ért, a gyermek sírva fakadt, ugyanis a harcművész, nagyon hasonlított, Tigrisszem elhunyt édesanyjára. A nő, magához vonta, és megölelte. Vigasztalása közepette, használta rá ezt a kifejezést, ám nem ezért maradt rajta. Később, egy jelenlévő ezredes, elfelejtette az ifjú tanuló nevét, és hirtelen a Cucili Bu-t használta helyette. Akkor ragadt rá a név.

Mára, erős, és bátor harcos vált a félénk fiúból, aki büszkén viseli a nevet, mely folyton emlékezteti rá, honnan is indult, a kis Cucili Bu.
Elsődleges források, tudnivalók.
Én, Kovács Gábor aki írtam ezt a könyvet.
Cím: Fedőneve: Cucili Bu
Szerző: Kovács Gábor
Kiadó: Smaragd Kiadó
Sorozat: Anubis árnyékában
Oldalak száma: 352
Megjelenés: 2024. augusztus 06.
Kötés: Puhatáblás
ISBN: 9786156297716
Méret: 190 mm x 130 mm x 28 mm